# 웨스터룬드 2

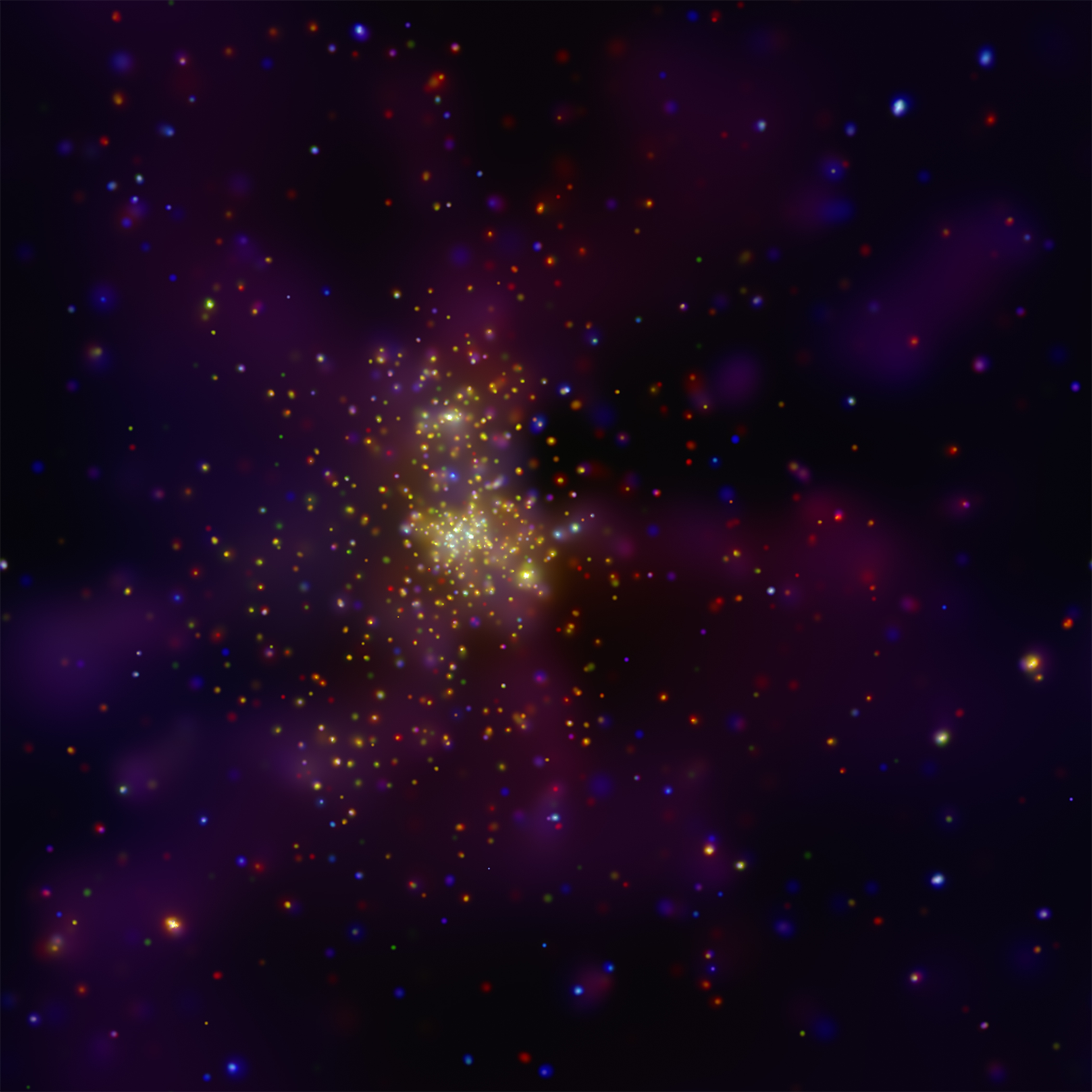
웨스터룬드 2

웨스터룬드 2(영어: Westerlund 2)는 용골자리에 위치한 산개 성단이다. 중심별은 울프-레이에별인 WR 20a이다.

## 같이 보기
- R136